# 麦加利银行大楼 (天津)
麦加利银行大楼是麦加利银行在中国天津建造的分行大楼。该分行开设于1895年，选址在天津英租界的主要街道维多利亚道（今解放北路151号－153号），作为天津租界时代留存下来的重要建筑之一，该建筑目前是天津市文物保护单位和特殊保护等级历史风貌建筑。

## 建筑
天津麦加利银行大楼于1924年由景明工程司英人赫明（HEMMING）和伯克利（BERKLEY）设计，1926年建成。麦加利银行是外国在天津开设的最大一家洋行。为二层钢混结构楼房。建筑主入口由六棵爱奥尼克式巨柱形成开敞柱廊，气势宏伟庄严，建筑整体感很强，是典型的古典主义风格。

## 内部链接
- 渣打银行
- 麦加利银行大楼 (上海)
- 麦加利银行大楼 (汉口)